# ميخائيل سكوت (لاعب دوري الرغبي)
ميخائيل سكوت (بالإنجليزية: Michael Scott)‏ هو لاعب دوري الرغبي بريطاني، ولد في 1930، وتوفي في 1968 في كينغستون أبون هال في المملكة المتحدة.